# Зусман, Генрих
Генрих Зусман, в России — Андрей Андреевич Зусман (нем. Heinrich Soussmann (Soußmann); 23 января 1796, Берлин — май 1848, Санкт-Петербург) — немецкий флейтист, скрипач и композитор.

## Биография
Начал учиться игре на скрипке у своего отца, затем занимался на флейте у солиста оркестра Берлинской оперы Августа Шрёка (нем. August Schroeck). В 1813 году во время войны за независимость, Зусман играл в оркестре Кольбергского регимента. По окончании войны, Зусман вернулся в Берлин, где работал в королевской капелле (сейчас Государственная опера Унтер-ден-Линден), а также выступал как солист. Параллельно занимался теорией музыки у Карла Фридриха Цельтера. В 1822 с большим триумфом выступил в Санкт-Петербурге, после чего получил приглашение стать солистом оркестра Императорского театра, где проработал 16 лет до 1838 года. В 1836 был назначен музыкальным директором Императорского театра . В 1837 вновь посетил Германию, выступал с концертами в Берлине и Бреслау, получив успешные отзывы и признание прессы (нем. Allgemeine Zeitung).

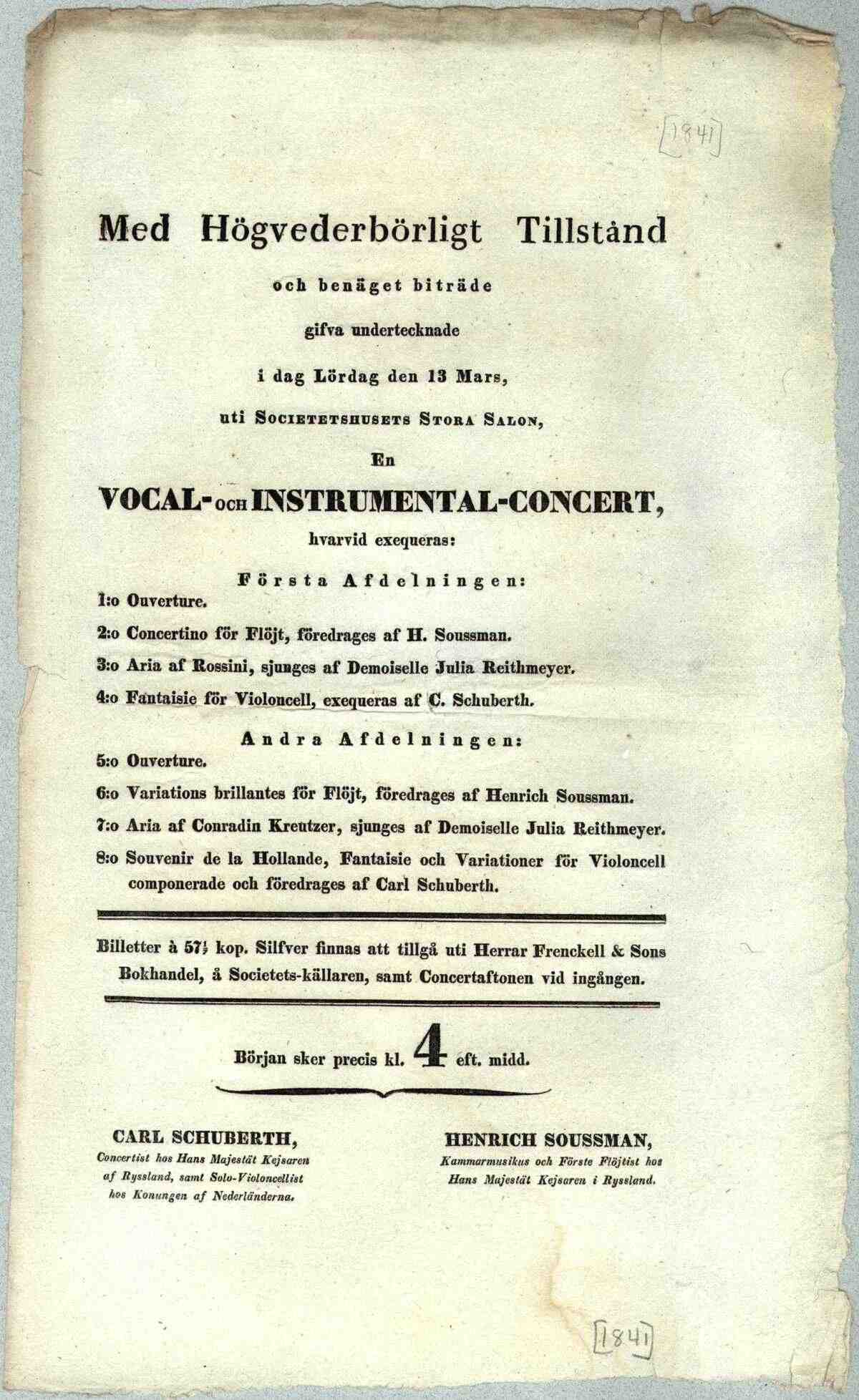
Афиша концерта Зусмана в Финляндии, 13 марта 1841. Исполнялось только что написанное Концертино (1839) и Блестящие вариации (1840)

## Творческая деятельность
В возрасте 16 лет Зусман был уже известным флейтистом, в юности путешествовал как концертирующий артист. Автор многих произведений для флейты соло, флейты с фортепиано и флейты с оркестром, а также ансамблей флейт. Но наибольшую известность приобрело его педагогическое наследие — упражнения, этюды и «Школа игры на флейте» (1839) которые до сих пор издаются по всему миру.
Михаил Глинка, характеризуя оркестр и его солистов, участвовавших в репетициях в первом исполнении оперы «Жизнь за Царя» (1836), писал:
 «…флейтист Зусман был, бесспорно, один из лучших, ежели не лучший солист в Европе»

## Сочинения
Из ныне изданных:
- Квартет для 4х флейт, op. 27 № 1
- «Школа игры на флейте» в 3х частях, op.53
  1. Упражнения
  2. 12 лёгких дуэтов и этюдов
  3. 24 больших этюда
- Концертино для флейты с оркестром (1839)

Из изданных в XIX веке :
- 3 концертных дуэта для 2х флейт, op. 2
- Тема с вариациями для флейты и струнного квартета, op.3
- 3 блестящих и лёгких дуэта для 2х флейт, op. 4
- Квартет для 4х флейт ре мажор, op. 5
- Серенада для флейты и гитары, op. 6
- Попурри для флейты (или скрипки), скрипки, альта и виолончели
- Серенада для флейты и фортепиано, op. 12
- 30 больших этюдов во всех тональностях (1831)
- 3 дуэта для 2х флейт, op. 24
- 6 соло для флейты, op. 25
- Большая фантазия для флейты и фп., op. 28 (посвящена Фюрстенау) (1838)
- Концертное трио для 2х флейт и фп., op.30 (1838)
- 3 соло для флейты, op. 31 (1838)
- Интродукция и блестящие вариации на т. из оперы Обера «Немая из Портичи» для флейты с оркестром (1840)
- 3 дуэта для 2х флейт, op. 36 (1840)
- 6 немецких песен (1842)
- 6 больших соло, op. 55
- 6 каприсов для флейты, op. 58
- «Souvenir de Paganini». Фантазия в форме рондо для флейты и фп., op.56 (1853)
- Интродукция и вариации на вальс Штрауса для флейты и фп., op. 57 (1854)